# Chiesa dei Santi Rocco e Gaetano
La chiesa dei Santi Rocco e Gaetano è un luogo di culto cattolico situato nella frazione di Campegli, in via Romualdo Tosi, nel comune di Castiglione Chiavarese nella città metropolitana di Genova. La chiesa è sede della parrocchia dei Santi Rocco e Gaetano del vicariato di Sestri Levante della diocesi di Chiavari.

## Storia e descrizione
La chiesa conserva al suo interno dall'VIII secolo le reliquie della santa Flavia Giulia Elena; la precedente chiesa parrocchiale è dedicata proprio alla Santa ed è in posizione dominante l'abitato di Campegli. È definita popolarmente "santuario", ma di fatto non ha mai ricevuto tale titolo.
La struttura attuale fu costruita nel XVII secolo, più in basso rispetto alla precedente, e aperta al culto religioso nel 1686.